# La lontananza/Ti amo, amo te
La lontananza/Ti amo, amo te è un singolo di Domenico Modugno.

## Il disco
Si tratta di uno dei singoli più conosciuti di Modugno, con due canzoni che ebbero molto successo, e che fu pubblicato anche in alcune edizioni estere. Il testo di La lontananza è stato scritto da Modugno insieme a Enrica Bonaccorti, che il cantautore aveva conosciuto l'anno precedente durante l'allestimento dello spettacolo teatrale Mi è caduta una ragazza nel piatto. Modugno canta il brano anche in castigliano (45 giri) con il titolo La distancia es como el viento, testo di Garcia Lecha, (RCA Victor, 3-10547), pubblicato in Argentina, Colombia, Spagna, El Salvador e Cile, inserito nell'album Domenico Modugno (RCA Victor, AVL-3904), pubblicato in Argentina, Venezuela, Stati Uniti d'America e Porto Rico.
Ecco come Modugno parla della canzone:
La canzone fu presentata dall'autore al Cantagiro 1970 e sancì il ritorno del cantautore al primo posto in hit-parade (posizione che non aveva più raggiunto dal 1966). Nel 1972 fu anche inserita nella colonna sonora del film Il maschio ruspante, in cui recitava la Bonaccorti.
La lontananza è stata anche incisa da Mina nel 2001 nel suo album-tributo al cantautore Sconcerto, con un arrangiamento dalle influenze sudamericane. Il testo di Ti amo, amo te invece è stato scritto da Mogol ed è anche reperibile nel cofanetto di 3 CD Le storie di Mogol (ma con titolo errato: Io ti amo, amo te); la musica è frutto della collaborazione tra Modugno e il maestro Elio Isola. Entrambi i brani sono poi stati inseriti in Tutto Modugno e sono quindi stati ristampati in CD.

## Cover
- Pál Szécsi ha cantato la versione ungherese con il titolo A távollét nel 1971.[2]
- Nel 1972 Pedro Vargas incide la versione spagnola in un singolo pubblicato negli Stati Uniti d'America (RCA Victor, 76-8054); album El Pedro Vargas de hoy (RCA Victor, MKL/S-1931), pubblicato in Messico e El Salvador.
- Hervé Vilard ha cantato Pour toi ce n'était rien, versione francese de "La lontananza" nel 1973.
- Sempre nel 1973 Fausto Cigliano canta La lontananza accompagnandosi con la sua chitarra, cover inserita nella doppia compilation Piccola storia della canzone italiana (RAI Radiotelevisione Italiana, 0205-0206).
- Nel 1995 la cantante Letizia Mongelli, vocalist per Sabina Wicker, ha eseguito una cover de La lontananza inclusa nella compilation Non è la Rai gran finale.
- Emma ha realizzato una cover de La lontananza inserita nell'album A me piace così del 2010 e nella raccolta del 2011 Radio Italia - Mi piace.